# Offizier
Ein Offizier (von französisch officier aus mittellateinisch officiarius „Beamter, Bediensteter“ oder „Kriegsbedienter, Befehlshaber“, weiblich als Offizierin bezeichnet) ist ein Soldat, meistens ab der Dienstgradgruppe der Leutnante aufwärts. Offiziere haben die Verantwortung für Führung, Ausbildung und den Einsatz von Verbänden, Truppenteilen und Zügen. In der rein hierarchischen Einteilung in drei Laufbahngruppen belegen sie den ersten Platz, haben also Befehlsbefugnis über die unterstellten Unteroffiziere und die Mannschaften. Die Offiziere werden in Dienstgradgruppen unterteilt.

## Geschichte
Der Begriff ist als militärische Rangstufe seit dem 16./17. Jahrhundert bezeugt. Bei Aufstellung der stehenden Heere gegen Ende des 17. Jahrhunderts waren Offiziersstellen in der Regel käuflich (in England bis 1877) und oft nur dem Adel vorbehalten, das Vorhandensein militärischer Kenntnisse war nur ein nachrangiges Kriterium für die Verleihung eines Offizierspatentes. Im Verlauf des 18. Jahrhunderts erkannte man dies in einigen europäischen Staaten als Mangel und versuchte durch Errichtung militärischer Bildungsanstalten die militärische Qualifikation des Offiziersnachwuchses zu heben. Ein Aufstieg aus dem Unteroffiziersrang war zwar theoretisch möglich, praktisch aber selten und wurde im späten 18. Jahrhundert insbesondere in Frankreich faktisch unmöglich. Im Heer der Französischen Revolution wurden Offiziere von den Angehörigen ihrer Einheiten gewählt, um durch die Emigration adeliger Offiziere entstandene Lücken zu füllen. Unter Napoléon Bonaparte wurde diese Praxis wieder eingestellt, Angehörige der niederen Ränge konnten aber bei entsprechender Erfahrung und Eignung durchaus Offizier werden. Ab den Koalitionskriegen wurde für Berufsoffiziere allgemein eine militärische Ausbildung erforderlich, in manchen Staaten (wie z. B. Bayern) zum Ende des 19. Jahrhunderts auch das Abitur.
In Großbritannien galt man als Offizier gleichzeitig und automatisch als Gentleman mit den damit verbundenen Rechten und Pflichten. Viele Adelige, besonders jüngere Söhne ohne Erbberechtigung, schlugen die Offizierslaufbahn ein. Auch für bürgerliche Jugendliche mit einer gewissen Schulbildung war es spätestens ab den Napoleonischen Kriegen möglich, die Offizierslaufbahn einzuschlagen und somit sozial aufzusteigen, z. B. bei der Royal Navy als Fähnrich (englisch Midshipman). Die militärische Ausbildung fand in diesem Fall nicht an einer Militärakademie, sondern direkt in der Verwendung statt. Ein berühmtes Beispiel für einen solchen Aufstieg ist der Entdecker James Cook.

## Deutschland
Offizier der Bundeswehr ist, wer einen Dienstgrad trägt, der gemäß der Anordnung des Bundespräsidenten über die Dienstgradbezeichnungen und die Uniform der Soldaten Offizieren vorbehalten ist.

## Österreich
Die Offiziere des Österreichischen Bundesheeres werden an der Theresianischen Militärakademie ausgebildet. Sie absolvieren dort den Fachhochschulstudiengang Militärische Führung, der mit dem Bachelor abgeschlossen wird.
Daneben gibt es auch Polizeioffiziere bei der österreichischen Bundespolizei, der Justizwache im Strafvollzug, wie auch Einsatz- bzw. Stabsoffiziere bei den Rettungsdiensten (beispielsweise beim Österreichischen Roten Kreuz oder den Feuerwehren).

## Schweiz

### Ausbildung
Der Einstieg als Offizier ist nicht mit einer Anstellung oder langjährigen Verpflichtung verbunden, sondern durch die Wehrpflicht gedeckt. Man kann als Milizoffizier normal jedes Jahr ca. vier Wochen Dienst leisten (max. 60 besoldete Diensttage innerhalb von zwei Kalenderjahren). Seit der Armeereform (Armee XII) dauert die Ausbildung zwischen 62 und 68 Wochen abhängig von der Funktion.
| Schule                                                          | Dauer        | Beförderung zu    |
| --------------------------------------------------------------- | ------------ | ----------------- |
| Allgemeine Grundausbildung mit allen Dienstleistenden           | 18–21 Wochen | Soldat            |
| Unteroffiziersschule                                            | 4 Wochen     | Wachtmeister      |
| Praktikum in einer RS                                           | 7 Wochen     | Keine Beförderung |
| Offiziersschule (übliche Bezeichnung der Anwärter ist Aspirant) | 15 Wochen    | Leutnant          |
| Praktikum in einer Rekrutenschule als Zugführer                 | 18–21 Wochen | Keine Beförderung |

Im Gegensatz zu Berufsoffizieren BO (Instruktor-Offizieren) ist eine akademische Ausbildung für eine Laufbahn als Milizoffizier nicht notwendig. Offizieraspiranten benötigen lediglich eine abgeschlossene Berufslehre oder Matura. Berufs- und Milizoffiziere sind sich grundsätzlich gleichgestellt. Der BO hat beruflich aber meist unterschiedliche Aufgaben (Ausbildungsarmee) als der Milizoffizier, während die Milizfunktion des BO sich aber nicht von jener der Milizoffiziere unterscheidet (auch der BO leistet jedes Jahr ca. vier Wochen Dienst). Beruflich ist der BO eher in Schulen und bei den Lehrverbänden im Bereich Ausbildung und Planung tätig, während die meisten Milizoffiziere in Stäben der grossen Verbände eingeteilt sind oder bis zum Bataillon gemeinsam mit den Unteroffizieren und Mannschaften jährlich ihren rund vierwöchigen Dienst leisten. Milizoffiziere der Schweizer Armee sind vollwertige Kader und können es theoretisch bis zum Rang des Generals bringen. Ab Stufe Brigadier findet man allerdings fast ausschließlich Berufsoffiziere.

### Unterteilung
| Gruppe                     | Grade                                                                      |
| -------------------------- | -------------------------------------------------------------------------- |
| Subalternoffiziere         | Leutnant                                                                   |
| Subalternoffiziere         | Oberleutnant                                                               |
| Hauptleute                 | Hauptmann                                                                  |
| Stabsoffiziere             | Major                                                                      |
| Stabsoffiziere             | Oberstleutnant                                                             |
| Stabsoffiziere             | Oberst                                                                     |
| Höhere Stabsoffiziere      | Brigadier                                                                  |
| Höhere Stabsoffiziere      | Divisionär                                                                 |
| Höhere Stabsoffiziere      | Korpskommandant                                                            |
| Oberbefehlshaber der Armee | General (wird im Ernstfall durch die Vereinigte Bundesversammlung gewählt) |

Der sogenannte Fachoffizier ist ein Grad, auf den ein Soldat, Unteroffizier oder höherer Unteroffizier nicht befördert, sondern aufgrund besonderer ziviler Befähigungen ernannt wird (ausgenommen davon sind Berufsunteroffiziere, diese können selbst bei höchster Befähigung aufgrund gesetzlicher Vorschriften keinen Offiziersgrad erreichen). Je nach bekleideter Funktion entspricht Fachoffizier einem Grad zwischen Oberleutnant und Oberst.

## Vereinigte Staaten
Etwa 15 % der US-amerikanischen Soldaten sind Offiziere des Heeres. Man unterscheidet die Offiziere zwischen Commissioned Officers (ab Leutnant/Ensign) und Warrant Officers (WO), eine vier- beziehungsweise (bei der US Army) fünfstufige Dienstgradgruppe von Fachoffizieren im Fähnrichrang.
Man unterscheidet bei den aktiven Streitkräften der Vereinigten Staaten zwischen Regular und Reserve Officers. Die regulären Offiziere stellen den Kern des Berufsoffizierskorps. Ihnen steht bei entsprechender Leistung in der Regel das Recht auf eine volle militärische Laufbahn zu. Reserve Officers on extended active duty stellen weit über 40 % der aktiven Offiziere und sind nicht mit Reservisten, die Wehrübungen absolvieren, zu verwechseln. Sie dienen jahrelang ohne formellen Unterschied zum Elitestatus eines Regular Officers, können jedoch jederzeit ohne Verlust der Ehre aus dem aktiven Dienst entlassen werden.
Die Warrant Officers (WO) werden überwiegend aus den Mannschaften rekrutiert. Einem sechswöchigen Grundkurs schließt sich eine Fachschulung an. Die Dienstverpflichtung als WO beträgt mindestens drei Jahre. Sie können auch auf dem gleichen Weg wie Zivilisten Second Lieutenant werden und danach bestehen keine Aufstiegsbegrenzungen mehr.
Das Offizierspatent kann auf drei Arten erworben werden:
- Militärakademie: United States Military Academy (Heer), United States Naval Academy (Marine) und die United States Air Force Academy (Luftwaffe).
- Reserveoffiziersausbildung begleitend zum College-Studium, so genanntes Reserve Officer Training Corps (ROTC) oder
- Kurzlehrgänge für College-Absolventen nach Waffengattung Officer Candidate School (OCS) oder Officer Training School (OTS).

Die Militärakademie umfasst eine vierjährige Ausbildung kombiniert mit einer intensiven militärfachlichen Ausbildung und Vorbereitung auf Menschenführung mit einem Studium. Absolventen einer Militärakademie erhalten das Regular Officer Patent, einen Bachelor-Abschluss und verpflichten sich zu mindestens sechs Jahren aktivem Dienst. Die Absolventen stellen derzeit etwa 20 % der neuen Offiziere in den US-Streitkräften und haben überdurchschnittliche Karriereaussichten.
Die Reserveoffiziersausbildung begleitend zum College-Studium, sogenanntes „ROTC“ wird an 500 Colleges angeboten. Die Studenten erhalten wöchentlich zwei bis fünf Stunden militärfachliche Ausbildung, und in den Semesterferien werden Trainingslager oder Praktika auf Militärstützpunkten durchgeführt. Die aktive Dienstverpflichtung beträgt in der Regel vier Jahre.
Die Kurzlehrgänge für College-Absolventen an den OCS/OTS-Schulen bestehen aus einem dreimonatigen Offizierslehrgang (12 Wochen Basic Officer Training (BOT)). Ungediente nehmen vorher an einer achtwöchigen Grundausbildung teil; körperliche Fitness ist unabdingbare Voraussetzung. Die Dienstverpflichtung beträgt mindestens zwei Jahre.
Je nach Karrierefeld besuchen die meisten Offiziere, unabhängig von der bisherigen Ausbildung, für drei bis 18 Monate weitere Spezialschulen vor der ersten Truppenverwendung. Offiziere müssen ihre Karriere sorgfältig planen. Beförderungen und sogar das Verbleiben im Dienst hängen von der Ausführung bestimmter „Karriereschritte“ des Offiziers zu gegebenen Zeitpunkten ab. Warrant Officers verbringen den größten Teil ihrer Laufbahn in einem Tätigkeitsbereich, wohingegen ein Commissioned Officer ein möglichst flexibler, vielseitiger Truppenführer sein soll und daher die richtige Mischung aus Truppen- und Stabsverwendungen sowie Verwendungen in einem Spezialbereich vorweisen muss. Weitere Fortbildungsmöglichkeiten erhalten die Offiziere auch durch Lehrgänge am Command and General Staff College einer der Teilstreitkräfte. Um die Kooperationsfähigkeit zwischen den Teilstreitkräften zu verbessern, ist eine dreijährige Verwendung auf „Joint Service“-Ebene (also teilstreitkraftübergreifend) für Field Grade Officers (Dienstgrade Major bis Colonel) vorgesehen und die Erfahrung bei einer aus mehreren Waffengattungen bestehenden Kommando- oder Stabsstelle ist Voraussetzung für die Beförderung zum General. Das von der National Defense University betriebene National War College bereitet den Offizier auf höhere Kommando- und Stabsverwendungen vor und fördert die Fähigkeit zur Planung und Operation auf strategischer Ebene.

## Sonderrechte nach der Genfer Konvention
Die Genfer Konventionen enthalten einige Sonderrechte für Offiziere. Nach dem Genfer Abkommen vom 12. August 1949 über die Behandlung der Kriegsgefangenen sind Kriegsgefangene unterer Dienstgrade verpflichtet, Offizieren der gefangennehmenden Partei den gebotenen Respekt zu erweisen (Artikel 39). Offiziere unter den Gefangenen sind hierzu nur gegenüber höher gestellten Offizieren und, unabhängig von dessen Rang, dem Lagerkommandanten verpflichtet (Artikel 41). Kriegsgefangene unterer Dienstgrade dürfen, ihrem Alter und körperlichen Zustand entsprechend, zur Arbeit herangezogen werden (Artikel 49), Unteroffiziere jedoch nur zu nichtkörperlichen Tätigkeiten. Offiziere sind nicht zur Arbeit verpflichtet, ihnen ist jedoch auf Wunsch eine entsprechende Möglichkeit einzuräumen (Artikel 50). Kriegsgefangenen ist von der gefangennehmenden Partei eine monatliche Zahlung zu gewähren, die zwischen 50 und 75 Franken für Offiziere verschiedener Ränge entsprechen soll (Artikel 60).